# DATA04
DATA04（でーた ぜろよん）は、日立製作所によって開発された、auブランドを展開するKDDI、および沖縄セルラー電話による第3.9世代移動通信システム、モバイルWiMAXおよびCDMA 1X WIN（後のau 3G）のデュアルモード通信に対応したExpressCard/34型データ通信端末である。DATA02の従量課金制対応モデルに当たる。製造型番は、HID04（えいちあいでぃー ぜろよん）。
当時、日立ブランドの端末はカシオ日立モバイルコミュニケーションズ（現・NECカシオ モバイルコミュニケーションズ）製として発売されているが、データ端末については日立本体が製造元となっている。